# Адольфо Консоліні
Адольфо Консоліні (італ. Adolfo Consolini; нар. 5 січня 1917 — пом. 20 грудня 1969) — італійський легкоатлет, який спеціалізувався в метанні диска.

## Спортивні досягнення
Олімпійський чемпіон з метання диска (1948).
Срібний олімпійський призер з метання диска (1952). Фіналіст олімпійських змагань з метання диска на двох інших Олімпіадах — 6-е місце у 1956 та 17-е місце у 1960.
Триразовий чемпіон Європи з метання диска (1946, 1950, 1954). Фіналіст змагань з метання диска на двох інших чемпіонатах Європи — 5-е місце у 1938 та 6-е місце у 1958.
Чемпіон Середземноморських ігор з метання диска (1955).
15-разовий чемпіон Італії з метання диска (1939, 1941, 1942, 1945, 1949, 1950, 1952, 1953, 1954, 1955, 1956, 1957, 1958, 1959, 1960).
Чемпіон Великої Британії з метання диска (1938).
Автор трьох світових рекордів з метання диска — 53,34 (1941), 54,23 (1946) та 55,33 (1948).
Автор шести рекордів Європи з метання диска — 53,34 (1941), 54,23 (1946), 54,89 (1948), 55,33 (1948), 55,47 (1950), 56,98 (1955).

## Визнання
- Член Зали спортивної слави Італії (2015)
- Член Зали слави легкої атлетики Італії